# Australian Open de 1984
O Australian Open de 1984 foi um torneio de tênis disputado nas quadras de grama do Kooyong Lawn Tennis Club, em Melbourne, na Austrália, entre 26 de novembro e 9 de dezembro. Corresponde à 17ª edição da era aberta e à 73ª de todos os tempos.

## Finais

### Profissional
| Categoria | Evento    | Campeã(s)(o/ões)                | Vice-campeã(s)(o/ões)              | Resultado          | Chave(s)  | Chave(s)       |
| --------- | --------- | ------------------------------- | ---------------------------------- | ------------------ | --------- | -------------- |
| Simples   | Masculino | Mats Wilander                   | Kevin Curren                       | 6–7, 6–4, 7–6, 6–2 | principal | qualificatório |
| Simples   | Feminino  | Chris Evert                     | Helena Sukova                      | 6–7, 6–1, 6–3      | principal | qualificatório |
| Duplas    | Masculino | Mark Edmondson Sherwood Stewart | Joakim Nyström Mats Wilander       | 6–2, 6–2, 7–5      | principal | principal      |
| Duplas    | Feminino  | Martina Navrátilová Pam Shriver | Claudia Kohde-Kilsch Helena Suková | 6–3, 6–4           | principal | principal      |

### Juvenil
| Categoria | Evento    | Campeã(s)(o/ões)              | Vice-campeã(s)(o/ões)         | Resultado     | Chave(s)  | Chave(s)       |
| --------- | --------- | ----------------------------- | ----------------------------- | ------------- | --------- | -------------- |
| Simples   | Masculino | Mark Kratzmann                | Patrick Flynn                 | 6–4, 6–1      | principal | qualificatório |
| Simples   | Feminino  | Annabel Croft                 | Helena Dahlstrom              | 6–0, 6–1      | principal | qualificatório |
| Duplas    | Masculino | Mike Baroch Mark Kratzmann    | Brett Custer David Macpherson | 6–2, 5–7, 7–5 | principal | principal      |
| Duplas    | Feminino  | Louise Field Larisa Savchenko | Jackie Masters Michelle Parun | 7–6, 6–2      | principal | principal      |